# Паленьга (Холмогорский район)
Паленьга — железнодорожная станция в Холмогорском районе Архангельской области.

## География
Находится в южной части Архангельской области на расстоянии приблизительно 29 км на восток по прямой от административного центра района села Холмогоры у железнодорожной линии Архангельск-Карпогоры.

## История
Населенный пункт появился при станции, открытой в 1973 году. До 2022 года входила в Белогорское сельское поселение до его упразднения.

## Население
Численность населения: 141 человека (русские 94 %) в 2002 году, 137 в 2010.